# Polizeirecht
Das Polizeirecht regelt per Gesetz oder Verordnung die Aufgaben und Befugnisse der Polizei. Innerdienstlich gelten ferner – jedoch untergeordnet – Dienstanweisungen, Anordnungen und hergebrachte Grundsätze. Rechtsgrundlage für eine Maßnahme ist immer nur das jeweilige Polizeigesetz.
Je nach Staat gilt ein verschiedenartiges Polizeirecht, das bei föderalen Staatsgebilden weiter unterteilt sein kann.
Hauptartikel:
- Polizeirecht (Deutschland) (16 Polizeigesetze der Länder und mehrere Polizeigesetze für die Polizeien des Bundes)
- Sicherheitspolizeirecht (Österreich)
- Polizeirecht (Schweiz)